# Ноздрачёв, Виталий Владимирович
Виталий Владимирович Ноздрачёв (род. 9 апреля 1971, Магнитогорск, СССР) — советский и российский футболист, защитник.

## Биография
Воспитанник магнитогорской ДЮСШ-4. Первый тренер — Рыков Евгений Петрович.
На протяжении всей игровой карьеры выступал за магнитогорский «Металлург», проведя на профессиональном уровне более 400 матчей во второй лиге первенств СССР и России.
Серебряный призёр зонального турнира второй союзной лиги (1991), победитель (2004) и серебряный призёр (2006) зоны «Урал и Западная Сибирь» первенства ЛФЛ России.